# Tomáš Enge
Tomáš Enge (* 11. September 1976 in Liberec) ist ein ehemaliger tschechischer Automobilrennfahrer.

## Karriere
Nachdem Enge 1991 im Kartsport aktiv gewesen war, ging er von 1992 bis 1994 im tschechischen Ford Fiesta Cup an den Start. 1995 wechselte der Tscheche in den Formelsport und ging in der deutschen Formel Ford an den Start. Nachdem Enge in seiner Debütsaison Dritter im Gesamtklassement wurde, gewann er in der Saison 1996 den Meistertitel dieser Serie. 1997 wechselte Enge in die deutsche Formel-3-Meisterschaft, in der er als Teamkollege des Meisters Nick Heidfeld den zwölften Gesamtrang belegte. In der folgenden Saison bestritt er die erste Saisonhälfte erneut in der deutschen Formel-3-Meisterschaft.
Die zweite Saisonhälfte nahm Enge an der Saison 1998 der Formel 3000 teil. Er ersetzte den Briten Dino Morelli beim italienischen Auto-Sport-Racing-Team. Beim letzten Rennen auf dem Nürburgring erzielte er erstmals Punkte und belegte schließlich den 22. Gesamtrang. 1999 wechselte er zum WRT-Fina-Team und belegte mit einer Podest-Platzierung Platz elf in der Gesamtwertung. 2000 bestritt Enge seine dritte Saison in der Formel 3000 für das Team MySap.com. Mit einem Sieg auf dem Hockenheimring belegte Enge den sechsten Gesamtrang. In seiner vierten Saison ging Enge 2001 als Teamkollege von Justin Wilson für Coca-Cola Nordic Racing an den Start. Mit Siegen in Barcelona und auf dem Nürburgring belegte er ein Rennen vor Schluss den dritten Gesamtrang. Da Enge beim letzten Rennen auf Grund seines Wechsels in die Formel 1 nicht mehr teilnehmen konnte, blieb er auf dem dritten Gesamtrang.
Nachdem Enge bereits 1999 und 2000 Formel-1-Testfahrer bei Jordan Grand Prix war, gab er 2001 beim Großen Preis von Italien sein Debüt als Formel-1-Rennfahrer. Er wurde von Prost Grand Prix als Ersatz für Luciano Burti, der sich beim Großen Preis von Belgien in Spa-Francorchamps verletzt hatte, verpflichtet und bestritt die letzten drei Grands Prix der Saison. Sein bestes Resultat erzielte er bei seinem ersten Rennen, in dem er Zwölfter wurde. Enge holte in seiner Formel-1-Karriere, die nach diesen drei Rennen beendet war, keine Punkte.

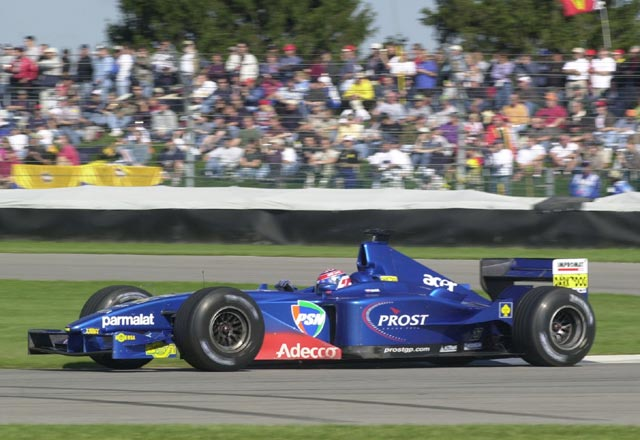
Tomáš Enge im Prost AP04 beim Großen Preis der USA 2001...

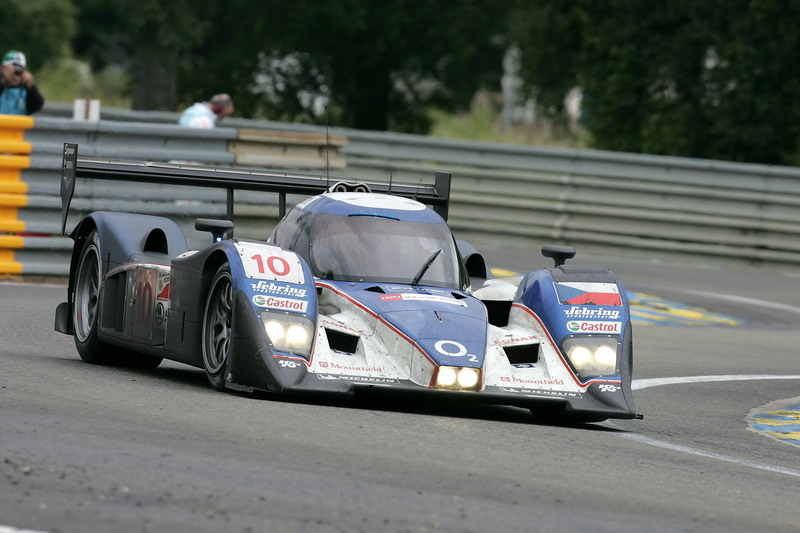
... und im Lola B08/60 beim 24-Stunden-Rennen von Le Mans 2008

Nach seinem kurzen Aufstieg in die Formel 1, kehrte Enge 2002 in die Formel 3000 zurück und nahm als Pilot für Arden Team Russia seine fünfte Saison in der Formel 3000 in Angriff. Als einer der Favoriten auf den Titelgewinn gewann er die Rennen in Zeltweg, Silverstone, Circuit de Nevers Magny-Cours und Budapest und lag vor dem entscheidenden Rennwochenende in Monza mit einem Punkt Rückstand auf den Führenden Sébastien Bourdais auf dem zweiten Platz im Gesamtklassement. Am Tag vor dem letzten Saisonrennen wurde bekannt, dass Enge nach seinem Sieg in Budapest beim Dopingtest positiv auf Cannabis getestet wurde. Enge bestritt die Einnahme von verbotenen Substanzen und durfte unter Vorbehalt beim Rennen in Monza starten. Enge wurde hinter seinem Teamkollegen Björn Wirdheim Zweiter und führte somit die Gesamtwertung vor Bourdais an. Bei der folgenden Anhörung vor dem World Motor Sport Council in Paris wurde Enge sein Sieg in Budapest aberkannt. Damit verlor er die Führung der Gesamtwertung an Bourdais und wurde hinter dem Franzosen und Giorgio Pantano erneut Dritter in der Gesamtwertung.
2003 erhielt Enge kein Cockpit in der Formel 3000 und ging in der GTS-Klasse der American Le Mans Series an den Start und gewann zudem die GTS-Klasse des 24-Stunden-Rennens von Le Mans.
2004 kehrte Enge zurück in die Formel 3000 und startete in seiner sechsten Saison für das deutsche Team Ma-Con Engineering. Enge konnte kein Rennen gewinnen und belegte in der Gesamtwertung den vierten Platz. Zudem nahm er erneut am 24-Stunden-Rennen von Le Mans teil, bei dem er in diesem Jahr Vierter in der GTS-Klasse wurde. Zudem gab der Tscheche für Patrick Racing sein Debüt in der IndyCar Series.
2005 wechselte Enge in die IndyCar Series, in der er den 16. Gesamtrang belegte. Im Winter ging Enge in der A1GP-Saison 2005/2006 für sein Heimatland Tschechien an den Start. Er gewann ein Rennen und belegte den zwölften Gesamtrang. In der Saison 2006 nahm Enge erneut bei einem Rennen der IndyCar Series teil, wechselte danach allerdings in die GT1-Klasse der American Le Mans Series, in der den dritten Platz belegte. Zudem wurde Enge Zweiter in der GT1-Klasse beim 24-Stunden-Rennen von Le Mans.
In der A1GP-Saison 2006/2007 startete Enge erneut für Tschechien und belegte wieder den zwölften Gesamtrang. Im weiteren Saisonverlauf startete Enge in verschiedene Serien, wie der American Le Mans Series oder der FIA-GT-Meisterschaft. Zudem ging er erneut beim 24-Stunden-Rennen von Le Mans, bei dem er diesmal Vierter der GT1-Klasse wurde. Beim ALMS-Rennen in Saint Petersburg (Florida) am 31. März 2007 verletzte sich Enge schwer, als er mit hoher Geschwindigkeit in eine Betonmauer fuhr. Dabei wurde sein Auto auf der Fahrerseite schwer beschädigt und fing Feuer. Bei dem Unfall wurde sein linker Ellenbogen zertrümmert, mehrere Rippen und ein Knöchel gebrochen und ein Lungenflügel verletzt.
2008 war Enge eine halbe Saison in der A1GP aktiv. Zudem wurde er zusammen mit Antonio García Vizemeister der GT1-Klasse in der Le-Mans-Series-Saison 2008. Durch seine früheren Aktivitäten im Sportwagensport bei Prodrive, Aston Martin und insbesondere seine Einsätze in der tschechischen Tourenwagenmeisterschaft ICTCC für Antonín Charouz ermöglichten zudem den Test eines Le-Mans-Prototypen mit Motor von Aston Martin des Teams Charouz Racing, die ihm später im Jahr zu seinem ersten Einsatz beim 24-Stunden-Rennen von Le Mans in der LMP1-Klasse verhalfen. Dort belegte er mit Jan Charouz und Stefan Mücke den neunten Gesamtrang. In der Winterpause zur Le-Mans-Series-Saison 2009 setzte Aston Martin Racing zusammen mit Prodrive und Charouz das Programm nun als Werksteam fort. Enge pilotierte nun zusammen mit Mücke und Charouz einen Lola-Aston Martin LMP1. Beim nicht zur Meisterschaft zählenden 24-Stunden-Rennen von Le Mans belegte er den vierten Platz in der LMP1-Klasse. In der Le Mans Series beendete das Fahrertrio die Saison als Meister der leistungsstärksten Prototypenkategorie der Serie, wobei sie zwei Rennen als Gesamtsieger und drei weitere der insgesamt fünf Meisterschaftsläufe auf dem Podium beendeten.
2012 wurde Enge wegen Dopings für 18 Monate gesperrt.

## Karrierestationen
- 1991: Kartsport
- 1992: Tschechischer Ford Fiesta Cup
- 1993: Tschechischer Ford Fiesta Cup (Platz 16)
- 1994: Tschechischer Ford Fiesta Cup (Platz 9)
- 1995: Deutsche Formel Ford (Platz 3)
- 1996: Deutsche Formel Ford (Meister)
- 1997: Deutsche Formel-3-Meisterschaft (Platz 12)
- 1998: Formel 3000 (Platz 22), Deutsche Formel-3-Meisterschaft (Platz 19)
- 1999: Formel 3000 (Platz 11), Formel-1-Testfahrer bei Jordan Grand Prix
- 2000: Formel 3000 (Platz 6), Formel-1-Testfahrer bei Jordan Grand Prix
- 2001: Formel 1 (Platz 24), Formel 3000 (Platz 3)
- 2002: Formel 3000 (Platz 3)
- 2003: American Le Mans Series (Platz 7 der GTS-Klasse)
- 2004: Formel 3000 (Platz 4)
- 2005: IndyCar Series (Platz 16)
- 2006: American Le Mans Series (Platz 3 der GTS-Klasse), A1GP-Saison 2005/2006 (Platz 12)
- 2007: American Le Mans Series (Platz 18 der GT2-Klasse), A1GP-Saison 2006/2007 (Platz 12)
- 2008: Le Mans Series (Platz 2 der GT1-Klasse), A1GP-Saison 2007/2008 (Platz 12)
- 2009: Le Mans Series (Meister der LMP1-Klasse)
- 2010: FIA-GT1-Weltmeisterschaft (Platz 4)
- 2011: FIA-GT1-Weltmeisterschaft (Platz 4)
- 2012: FIA-GT1-Weltmeisterschaft

### Statistik in der Formel 1

#### Gesamtübersicht
| Saison | Team       | Chassis    | Motor        | Rennen | Siege | Zweiter | Dritter | Poles | schn. Runden | Punkte | WM-Pos. |
| ------ | ---------- | ---------- | ------------ | ------ | ----- | ------- | ------- | ----- | ------------ | ------ | ------- |
| 2001   | Prost Acer | Prost AP04 | Acer 3.0 V10 | 3      | –     | –       | –       | –     | –            | –      | 24.     |
| Gesamt | Gesamt     | Gesamt     | Gesamt       | 3      | –     | –       | –       | –     | –            | –      |         |

#### Einzelergebnisse
| Saison | 1 | 2 | 3 | 4 | 5 | 6 | 7 | 8 | 9 | 10 | 11 | 12 | 13 | 14 | 15 | 16  | 17 |
| ------ | - | - | - | - | - | - | - | - | - | -- | -- | -- | -- | -- | -- | --- | -- |
| 2001   |   |   |   |   |   |   |   |   |   |    |    |    |    |    |    |     |    |
|        |   |   |   |   |   |   |   |   |   |    |    |    |    | 12 | 14 | DNF |    |

| Legende  | Legende            | Legende                                                          |
| Farbe    | Abkürzung          | Bedeutung                                                        |
| -------- | ------------------ | ---------------------------------------------------------------- |
| Gold     | –                  | Sieg                                                             |
| Silber   | –                  | 2. Platz                                                         |
| Bronze   | –                  | 3. Platz                                                         |
| Grün     | –                  | Platzierung in den Punkten                                       |
| Blau     | –                  | Klassifiziert außerhalb der Punkteränge                          |
| Violett  | DNF                | Rennen nicht beendet (did not finish)                            |
| Violett  | NC                 | nicht klassifiziert (not classified)                             |
| Rot      | DNQ                | nicht qualifiziert (did not qualify)                             |
| Rot      | DNPQ               | in Vorqualifikation gescheitert (did not pre-qualify)            |
| Schwarz  | DSQ                | disqualifiziert (disqualified)                                   |
| Weiß     | DNS                | nicht am Start (did not start)                                   |
| Weiß     | WD                 | zurückgezogen (withdrawn)                                        |
| Hellblau | PO                 | nur am Training teilgenommen (practiced only)                    |
| Hellblau | TD                 | Freitags-Testfahrer (test driver)                                |
| ohne     | DNP                | nicht am Training teilgenommen (did not practice)                |
| ohne     | INJ                | verletzt oder krank (injured)                                    |
| ohne     | EX                 | ausgeschlossen (excluded)                                        |
| ohne     | DNA                | nicht erschienen (did not arrive)                                |
| ohne     | C                  | Rennen abgesagt (cancelled)                                      |
| ohne     | keine WM-Teilnahme |                                                                  |
| sonstige | P/fett             | Pole-Position                                                    |
| sonstige | 1/2/3/4/5/6/7/8    | Punktplatzierung im Sprint-/Qualifikationsrennen                 |
| sonstige | SR/kursiv          | Schnellste Rennrunde                                             |
| sonstige | *                  | nicht im Ziel, aufgrund der zurückgelegten Distanz aber gewertet |
| sonstige | ()                 | Streichresultate                                                 |
| sonstige | unterstrichen      | Führender in der Gesamtwertung                                   |

### Le-Mans-Ergebnisse
| Jahr | Team                   | Fahrzeug                  | Teamkollege    | Teamkollege         | Platzierung             | Ausfallgrund |
| ---- | ---------------------- | ------------------------- | -------------- | ------------------- | ----------------------- | ------------ |
| 2002 | Prodrive               | Ferrari 550 GTS Maranello | Rickard Rydell | Alain Menu          | Ausfall                 | Feuer        |
| 2003 | Veloqx Prodrive Racing | Ferrari 550 GTS Maranello | Peter Kox      | Jamie Davies        | Rang 10 und Klassensieg |              |
| 2004 | Prodrive               | Ferrari 550 GTS Maranello | Peter Kox      | Alain Menu          | Rang 11                 |              |
| 2005 | Aston Martin Racing    | Aston Martin DBR9         | Peter Kox      | Pedro Lamy          | Ausfall                 | Benzinpumpe  |
| 2006 | Aston Martin Racing    | Aston Martin DBR9         | Darren Turner  | Andrea Piccini      | Rang 6                  |              |
| 2007 | Aston Martin Racing    | Aston Martin DBR9         | Peter Kox      | Johnny Herbert      | Rang 9                  |              |
| 2008 | Charouz Racing         | Lola B08/60               | Stefan Mücke   | Jan Charouz         | Rang 9                  |              |
| 2009 | Aston Martin Racing    | Lola-Aston Martin LMP1    | Stefan Mücke   | Jan Charouz         | Rang 4                  |              |
| 2010 | Young Driver AMR       | Aston Martin DBR9         | Peter Kox      | Christoffer Nygaard | Rang 22                 |              |

### Sebring-Ergebnisse
| Jahr | Team                     | Fahrzeug              | Teamkollege       | Teamkollege    | Platzierung | Ausfallgrund     |
| ---- | ------------------------ | --------------------- | ----------------- | -------------- | ----------- | ---------------- |
| 1999 | Team Rafanelli SRL       | Rafanelli Mk III      | Eric van de Poele | David Saelens  | Ausfall     | Ölleck           |
| 2002 | Prodrive                 | Ferrari 550 Maranello | Alain Menu        | Rickard Rydell | Rang 28     |                  |
| 2003 | Veloqx Prodrive Racing   | Ferrari 550 Maranello | Jamie Davies      | Peter Kox      | Ausfall     | Kupplungsschaden |
| 2006 | Aston Martin Racing      | Aston Martin DBR9     | Darren Turner     | Nicolas Kiesa  | Rang 6      |                  |
| 2007 | Petersen White Lightning | Ferrari F340GT        | Tim Bergmeister   |                | Ausfall     | Wagenbrand       |